# Glenea stictica
Glenea stictica är en skalbaggsart som först beskrevs av Aurivillius 1920.  Glenea stictica ingår i släktet Glenea och familjen långhorningar. Inga underarter finns listade i Catalogue of Life.